# Alvania zetlandica
Alvania zetlandica is een slakkensoort uit de familie van de Rissoidae. De wetenschappelijke naam van de soort werd in 1815 voor het eerst geldig gepubliceerd door George Montagu.